# Poruba (Ostrava)
Poruba (německy Hannersdorf) je někdejší obec, roku 1957 připojená k Ostravě, od 24. listopadu 1990 jeden z městských obvodů statutárního města Ostravy. Rozkládá se na západě města, v jeho slezské části a je jedním z nejlidnatějších ostravských obvodů. Území městského obvodu se skládá z celých katastrálních území Poruba a Poruba-sever.
Území městského obvodu Poruba je jakoby „klínem“ katastrálního území městského obvodu Pustkovec rozděleno na dvě téměř oddělené části, které jsou propojeny jen úzkým koridorem silniční komunikace v Martinovské ulici. Nejstarší částí obvodu je tzv. stará Poruba, původní obec, jejíž historické kořeny sahají až do středověku. Většina z 65 000 obyvatel však žije v sídlištní zástavbě, která byla budována od počátku 50. let 20. století. Na území obvodu nejsou větší průmyslové závody, obyvatelé většinou pracují v jiných částech Ostravy. Nachází se zde několik základních a středních škol. Od roku 1973 v Porubě sídlí Vysoká škola báňská – Technická univerzita Ostrava. Od roku 1992 je její historické jádro prohlášeno za městskou památkovou zónu s názvem městská památková zóna Ostrava-Poruba.

## Název
Název Poruba byl pravděpodobně odvozen od rubání stromů a souvisí se způsobem založení obce. Z roku 1655 je doložen také německý název Hannersdorf.

## Symboly
Znak a prapor byly uděleny usnesením Rady města Ostravy číslo 2278/64 z 24. 8. 1993.
Znak
Polcený štít; v pravém zlatém poli vyniká půl slezské orlice, levá polovina červeno-modře dělena, nahoře zlatá hlavice berly, dole zkřížená zlatá hornická kladívka.
Prapor
Avers opakuje znak, revers tvoří tři vodorovné pruhy, žlutý, červený a modrý.

## Historie
K založení Poruby došlo ve 13. století na území pokrytém hraničním hvozdem, který se rozkládal od Opavy k Těšínu a byl přirozenou ochranou hranic. Vrchnost začala území kolonizovat a hospodářsky využívat. Osada Poruba byla založena podél potoka Porubka.
- Ves Poruba je poprvé připomínána v roce 1377, kdy náležela k Třebovicím. Třebovice vlastnil Beneš z Kravař, který byl též držitelem Bílovce, Krumlova, Klimkovic a jednoho dílu Svinova.
- Další zmínka o Porubě je z roku 1393, kde se uvádí Stach z Poruby jako man olomouckého biskupství.
- 1434 byla ves prodána bratrům Janu Sobkovi a Matějovi z Kornic.
- 1451 prodána Střelům z Chechla. V roce 1513 zdědila třebovické panství včetně Poruby Markéta Střelová z Chechla, později provdána Bzencová z Markvartovic.
- 1553 po smrti Jindřicha Bzence se Poruba odpoutala od Třebovic. Porubskou tvrz, ves i dvůr zdědil jeho syn Ondřej Bzenec z Markvartovic. Ten zakoupil později klimkovické panství (Klimkovice, Lagnov, Martinov, dvůr Hýlov, díly Polanky a Svinova). V roce 1578 zdědil Třebovice s dalším svinovským dílem. Olomoucký biskup Stanislav II. Pavlovský mu v roce 1593 svěřil své léno na vsi Zábřeh, Starou Bělou a Výškovicemi. V roce 1573 vystavěl v renesančním slohu porubský zámek a v roce 1578 zámek v Klimkovicích. 1592 se stal hejtmanem opavského knížectví. Tuto funkci však prakticky nezastával, protože byl v roce 1595 zastřelen. Po smrti Ondřeje Bzence ves změnila několikrát majitele: Kryštof Bzenec, Jindřich Vanecký z Jemničky (1599), Skrbenští z Hříště a Oppersdorfové (1689).
- Před rokem 1720 prodal Hrabě Oppersdorf ves Porubu Jindřichu Vilému Wilczkovi z Dobré Zemice. Rod Wilczků připojil Porubu k vlastnímu klimkovickému panství a byl vlastníkem nejlepších pozemků až do roku 1945. O část z nich přišli v roce 1924 při první pozemkové reformě.
- Vlivem místního učitelstva a starosty obce byla 7. prosince 1906 založena dětská opatrovna (mateřská škola) v prostorech domu č. 57 naproti obecní škole.
- 1921 Poruba měří 817 ha 48 arů, největším vlastníkem půdy hrabě Vlček – 21620 arů. Rozdělení celkové plochy dle kultur: orná půda 556 ha 56 a, louky 85 ha 47 a, lesy 65 ha 22 a, pastviny 46 ha 85 a, zahrady 20 ha 85 a, rybníky 7 ha 55 a, plochy neplodné a zastavené 34 ha 98 a.[4]
- V druhé polovině 30. let byly v obci poskytovány mimo jiné služby: krejčovství, trafika, dva vodní mlýny, pekárna, mlékárna, cukrárna, obchody se smíšeným zbožím, obchod s textilem, prodejna obuvi Baťa, prodejna potravinářského zboží družstva Budoucnost, kovárna, ševcovská dílna, kolářská dílna, papírnictví, zahradnictví, restaurace, holičství, záměčnictví, řeznictví, benzinová pumpa, autoelektrikář, porodní asistentka (jediná osoba v obci se zdravotnickým vzděláním).[5]

- 9. října 1938 byla Poruba navzdory svému národnostnímu složení (většinu obyvatel tvořili Češi) obsazena nacistickým vojskem a připojena k německému státu jako součást Sudetské župy.
- 27.–29. dubna 1945 osvobodila Porubu po těžkých bojích Rudá armáda. Škody způsobené válkou se odhadovaly na 37 mil. předválečných korun.
- Počátek padesátých let 20. století znamenal zlom ve vývoji Poruby. Záměrem tehdejších úřadů bylo vybudovat na katastrálním území Poruby nové centrum Ostravy, která se stávala průmyslovým centrem Československa. Pozemky rozkládající se severně od původní vesnice Poruba byly vybrány zejména na zkonfiskovaných polích hraběte Wilczeka a nuceně vykoupených polích porubských rolníků. Dalšími faktory pro výběr pozemků bylo, že se jedná o oblast mimo poddolování, a že převládají jihozápadní větry, díky čemuž byly veškeré exhaláty z továren odnášeny na opačnou stranu.
- 1952 začala výstavba nového sídliště Poruba. V roce 1957 se Poruba stala součástí města Ostravy.

Škola je v Porubě již od roku 1650. Až do 19. století do ní chodily i děti ze sousedních obcí Třebovice, Svinov a Vřesina. Ve zdejší škole vyrostl i hudební skladatel Ilja Hurník (nar. 1922).

### Průmyslový rozvoj

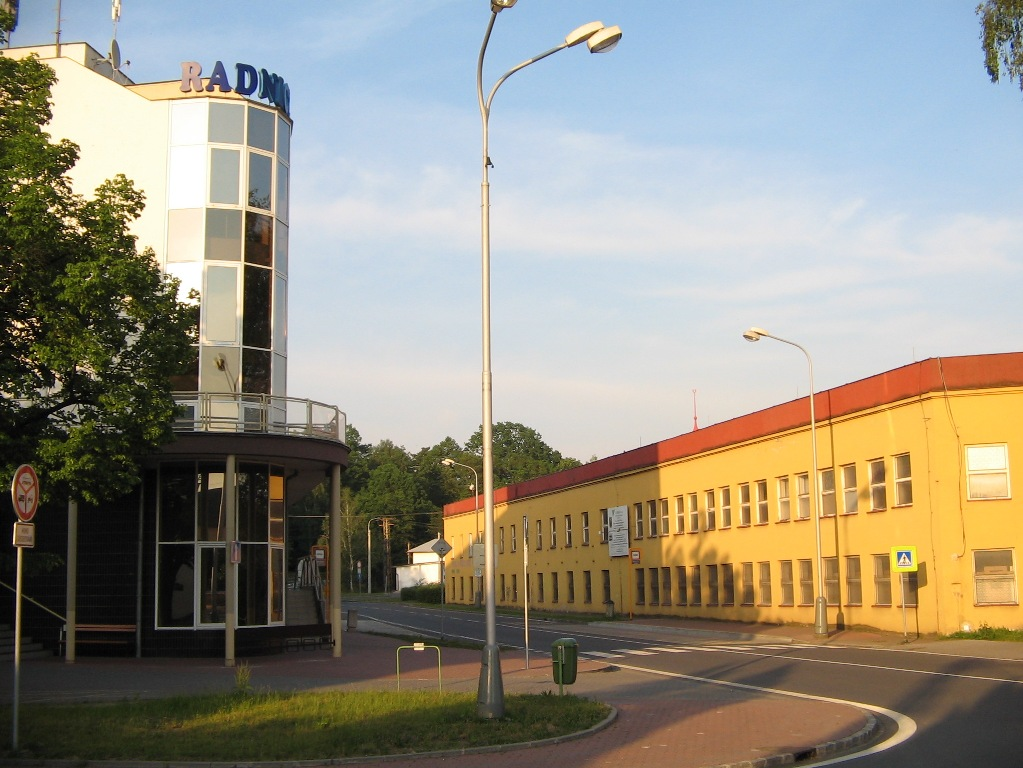
Porubská radnice a továrna Carman

Průmyslový rozmach Moravské Ostravy na přelomu 19. a 20. století nijak podstatně neovlivnil život obce, která si zachovávala svůj zemědělský charakter.
První továrna na výrobu nábytku s parní pilou a velkoobchodem dříví Ignáce Blažeje byla založena v roce 1903. V roce 1928 zaměstnávala 120 dělníků a 12 úředníků. Dlouhá léta byla největším podnikem v Porubě. Její provoz byl při osvobozovacích akcích v dubnu 1945 přerušen vlivem požáru. Nedotčen zůstal jen tovární komín a strojovna s obráběcími stroji, což však umožnilo rychlou obnovu a opětovné zahájení produkce v roce 1946. Po znárodnění v roce 1948 došlo k přeorientování z nábytkové na stavební výrobu. V průběhu několika desetiletí se měnili provozovatelé i majitelé firmy, její činnost ale zůstala zachována. Dnes stojí na jejím místě závod na výrobu dřevěných dveří společnosti Carman a.s. a prodejna stavebního materiálu. Historicky první a zároveň také poslední tovární komín v Porubě byl rozebrán v roce 2017.
2. srpna roku 1925 byla Poruba napojena na místní dráhu Svinov-Vřesina. Dráha, v r. 1927 prodloužená do Kyjovic-Budišovic, umožnila spojení s průmyslovým centrem města a naopak občanům ostravské aglomerace zpřístupnila malebnou přírodu v údolí říčky Porubky. Před zprovozněním dráhy byli místní dělníci na svinovské nádraží sváženi koňským povozem, odkud pokračovali do ostravských továren (např. Vítkovických železáren).

## Obyvatelstvo

### Počet obyvatel
Obyvatelstvo Poruby se tradičně živilo především zemědělstvím. Podle karolinského katastru z let 1724–1738 žilo v Porubě 21 sedláků, jeden mlynář a 21 zahradníků, dále zde byly dva panské dvory. V 1. polovině 19. století bylo na území obce přibližně 80 domů. V 2. polovině 19. století a na počátku 20. století se většina obyvatel nadále živila zemědělstvím. Někteří dojížděli za prací do ostravských průmyslových závodů, a někteří našli práci v porubské továrně na nábytek, založené v r. 1903 Ignácem Blažejem. Před druhou světovou válkou měla Poruba 1754 obyvatel a přes 270 domů. Po válce se počet obyvatel obce snížil na cca 1500 v důsledku vystěhování železničářských rodin v průběhu okupace a vysídlení původního německého obyvatelstva.
Obyvatelstvo ve věku 15+ podle rodinného stavu (2021)
Po roce 1951 se začal počet obyvatel prudce zvyšovat. Během následujících třiceti let se Poruba stala z původní zemědělské obce městem pro více než sto tisíc obyvatel, na což mělo vliv i připojení původně samostatných obcí Třebovice a Pustkovec v roce 1958, Svinov a Martinov v roce 1960 a obcí Plesná, Krásné pole a Polanka nad Odrou v roce 1976. Pád socialismu v roce 1989 a následující změny znamenaly obrat i v demografickém vývoji Poruby. K rozpadu tzv. velké Poruby a skokovému snížení počtu obyvatel na cca 84,5 tis. došlo 1. ledna 1994. Snížení pod hranci 70 tis. nastalo v roce 2010.
| Rok  | Obyv. | ± %     |
| ---- | ----- | ------- |
| 1869 | 674   | —       |
| 1880 | 840   | +24,6 % |
| 1890 | 911   | +8,5 %  |
| 1900 | 1 127 | +23,7 % |
| 1910 | 1 403 | +24,5 % |

| Rok  | Obyv.  | ± %        |
| ---- | ------ | ---------- |
| 1921 | 1 554  | +10,8 %    |
| 1930 | 1 880  | +21 %      |
| 1950 | 1 596  | −15,1 %    |
| 1961 | 42 575 | +2 567,6 % |
| 1970 | 83 196 | +95,4 %    |

| Rok  | Obyv.  | ± %     |
| ---- | ------ | ------- |
| 1980 | 93 667 | +12,6 % |
| 1991 | 83 982 | −10,3 % |
| 2001 | 74 980 | −10,7 % |
| 2011 | 66 603 | −11,2 % |
| 2021 | 61 939 | −7 %    |

Obyvatelstvo ve věku 15+ podle vzdělání (2021)
Reálný počet obyvatel Poruby se může lišit vzhledem k tomu, že uvedená statistická data nezachycují osoby s místem trvalého pobytu mimo území městského obvodu. Poruba je druhým nejlidnatějším ostravským obvodem po městském obvodu Ostrava-Jih. 
Obyvatelstvo podle náboženské víry (2021)

### Struktura obyvatel
K 1. 7. 2022 žilo v Porubě celkem 60 184 občanů ČR, z toho 28 124 mužů (46,7 %) a 32 060 žen (53,3 %). Trvalý pobyt na území obvodu mělo 7 734 dětí do 15 let, což představovalo druhý nejnižší podíl (12,9 %) v rámci Ostravy. K  1. 1. 2022, tedy před vypuknutím migrační vlny vyvolané ruskou invazí na Ukrajinu, bylo v Porubě evidováno 1776 cizinců s platným povolením pobytu delším 90 dní (z toho 48 % občané EU, 52 % občané třetích zemí).
Demografická struktura není příznivá ve smyslu vysokého zastoupení poproduktivní části obyvatel ve věku nad 65 let. V roce 2021 činil podíl seniorů 24,9 % (17,8 % v roce 2005) a byl tak vůbec nejvyšší ze všech obvodů Ostravy (průměr 20,7 %). Průměrný věk obyvatel v témže roce byl 45 let (42,2 u mužů a 47,4 u žen). Výrazné stárnutí obyvatel Poruby je vysvětlováno stavebním vývojem, kdy byly nově budované byty během výstavby přidělovány zejména mladým pracujícím a mladým rodinám s dětmi. Po odchodu dětí zůstávají v bytech staří rodiče sami (tzv. syndrom prázdného hnízda). Demografové označují tento jev jako rázové stárnutí, často se vyskytující u sídlišť s výrazně homogenní věkovou strukturou obyvatel. 
Alespoň střední vzdělání s maturitou a vyšší v roce 2021 mělo 51 % obyvatel ve věkové kotegorii 15 a více let. 

### Náboženství
Z výsledků sčítání obyvatelstva v roce 2021 (SLDB 2021) vyplývá, že polovina obyvatel Poruby je bez náboženské víry a pětina je věřících. Otázka týkající se náboženské víry byla dobrovolná a bez odpovědi ji ponechalo téměř 30 % dotázaných osob. Věřící hlásící se k církvi nejčastěji uváděli církev římskokatolickou (3478 osob), československou husitskou (158) a českobratrskou církev evangelickou (102). 

## Vzdělávání
Poruba nabízí širokou možnost vzdělávání. Vedle základních a mateřských škol, které zřizuje městský obvod jako své příspěvkové organizace, se zde nacházejí také specializovaná školská zařízení zřizovaná krajem nebo soukromými subjekty. Středoškoláci si mohou vybrat z řady středních škol od gymnázií po odborné školy. Na území Poruby sídlí i jedna z nejlépe hodnocených vysokých škol v Česku, Vysoká škola báňská – Technická univerzita Ostrava, na které v roce 2021 studovalo cca 11 tis. studentů. Studenti jsou významnou součástí života Poruby. Škola pořádá řadu zajímavých akcí (například festival Art & Science) a nabízí špičkové zázemí pro vědeckou práci. V areálu univerzity se nachází národní superpočítačové centrum IT4Innovations. V době instalace superpočítače Karolina (výpočetní výkon 15,7 PFlop/s) v roce 2021 šlo o nejvýkonnější superpočítač v ČR.
Objekty školských zařízení byly budovány jako součást občanského vybavení v průběhu výstavby porubského sídliště v letech 1956 až 1976. Do konce 90. let 20. století byla prováděna pouze základní údržba školních budov. Zvrat nastává po roce 2000, kdy rekonstrukcí prošly všechny základní školy, přičemž vyměněna byla elektroinstalace, okna, střešní pláště a provedeno zateplení (s výjimkou 4 ZŠ umístěných v památkové zóně). V období let 2001 až 2019 bylo na rekonstrukce, opravy a modernizaci školských zařízení v Porubě vynaloženo téměř 758 mil. Kč z rozpočtu městského obvodu, magistrátu a dotačních titulů různých poskytovatelů (nepočítaje náklady na obnovu mobiliáře a menší opravy hrazené přímo z provozního příspěvku jednotlivých škol).

### Mateřské školy
Městský obvod Poruba zřizuje 19 mateřských škol rovnoměrně rozprostřených po celém území obvodu. Jejich sourhnná kapacita byla k 30. 6. 2020 celkem 2058 míst. Ve školním roce 2019/2020 zůstalo přibližně 10 % kapacity nevyužito. Postupné snižování naplněnosti tříd vlivem nepříznivého demografického vývoje řeší některé MŠ přijímáním dětí mladších 3 let. Většina mateřských škol sídlí v samostatných objektech, pouze čtyři se nacházejí v bytových domech. V zahradách mnoha MŠ provozuje městský obvod veřejná dětská hřiště. Dlouhodobě největší zájem ze strany dětí a rodičů je o dopravní hřiště v areálu MŠ Ukrajinská 1530-1531.
|             | Mateřské školy | Mateřské školy | Základní školy | Základní školy |
| ----------- | -------------- | -------------- | -------------- | -------------- |
| Zaměstnanci | Pedagogičtí    | Celkem         | Pedagogičtí    | Celkem         |
| Počet       | 196            | 323            | 498            | 676            |

V Porubě jsou dále provozovány specializované a soukromé mateřské školy a vlastní školku s kapacitou 60 míst má od září 2013 i místní univerzita.

### Základní školy
Městský obvod Poruba je zřizovatelem 12 základních škol s celkovou kapacitou 6820 míst ve 248 třídách, do kterých chodí přibližně 5600 dětí (r. 2019/2020). Z hlediska kapacity je největší ZŠ generála Zdeňka Škarvady (690 míst), naopak nejmenší je ZŠ Ukrajinská 1533 (400). Většina základních škol má nějaké speciální zaměření (rozšířená výuka jazyků, výtvarné a hudební výchovy, sportovně založené třídy apod.). Dostatečná kapacita porubských základních škol umožňuje snižovat počty žáků ve třídách v návaznosti na individuální integraci dětí se speciálními vzdělávacími potřebami, která byla započata v roce 2016.
S výjimkou ZŠ J. Valčíka 4411, která byla při výstavbě stavebně propojena s již existujícím objektem sportovní haly TJ Sokol Pustkovec, jsou všechny základní školy vybaveny vlastní tělocvičnou. Venkovní hřiště základních škol nebyla dlouhá desetiletí udržována a pozvolna chátrala. Zhruba od roku 2005 dochází k jejich postupné obnově, kdy jsou budována multifunkční sportoviště s umělým povrchem.
Základní školy zřizované městským obvodem Poruba
- ZŠ A. Hrdličky 1638
- ZŠ Bulharská 1532
- ZŠ Dětská 915
- ZŠ I. Sekaniny 1804
- ZŠ J. Šoupala 1609
- ZŠ J. Valčíka 4411
- ZŠ K. Pokorného 1382
- ZŠ Komenského 668
- Waldorfská základní škola a střední škola Ostrava-Poruba
- ZŠ generála Zdeňka Škarvady (do října 2013 ZŠ Porubská 831)
- ZŠ Porubská 832
- ZŠ Ukrajinská 1533

Další základní školy
Na území obvodu působí také specializované základní školy zřizované Moravskoslezským krajem, těmi jsou:
- Základní škola pro sluchově postižené a Mateřská škola pro sluchově postižené, Spartakovců 1153
- Základní škola a Mateřská škola, Ostrava-Poruba, Ukrajinská 19
- Základní škola, Ostrava-Poruba, Čkalovova 942

### Střední školy
Nabídku středních škol v Porubě tvoří:
- Biskupské gymnázium v Ostravě
- Jazykové gymnázium Pavla Tigrida
- Wichterlovo gymnázium
- Gymnázium Olgy Havlové
- Střední škola prof. Zdeňka Matějčka
- Obchodní akademie
- Střední škola služeb a podnikání
- Střední škola teleinformatiky
- Střední odborná škola ochrany osob a majetku s.r.o.
- Waldorfská základní škola a střední škola Ostrava-Poruba

Průchod všemi stupni vzdělání nabízí Střední škola, základní škola a mateřská škola Monty School (Španielova 6227) a Gymnázium, základní škola a mateřská škola Hello s.r.o. (Čs. exilu 491).

## Sport
V městském obvodu je řada sportovišť umožňujících sportovním klubům tréninkovou činnost a zapojeni do amatérských a dokonce i profesionálních soutěži. Široka veřejnost může využívat pestrou nabídku vnitřních i venkovních sportovních zařízeni ve vlastnictví soukromých subjektů, města či příspěvkových organizací (nezastupitelnou roli mají školní hřiště a tělocvičny). Nejvýznamnějším provozovatelem sportovních areálů v Porubě je společnost Sportovní a rekreační zařízení města Ostravy, s.r.o. (SAREZA), pod jejíž správu spadá Sportovní areál Poruba (SAP), zimní stadion, letní koupaliště a krytý bazén. Dalšími často využívanými místy jsou např. skiareál Skalka, sportovní centrum FAJNE, skatepark, porubský lesopark s běžeckým okruhem nebo také Hlavní třída. Sportovní aktivity obyvatel Poruby podporuje městský obvod mimo jiné výstavbou workoutových hřišť (první otevřeno v roce 2015).

### TJ Sokol Poruba
Tělocvičná jednota Sokol Poruba je nejstarší fungující organizací na území městského obvodu a po TJ Sokol Opava druhou nejstarší sokolskou jednotou ve Slezsku. Vznikla v roce 1894 s cílem pěstovat u svých členů z Poruby a blízkých obcí tělesnou zdatnost a šířit vlastenectví. Až do října 1901, kdy byla slavnostně otevřena nová sokolovna, se cvičilo v místním hostinském sále a stolařské dílně továrny na nábytek. V roce 1911 začaly v Sokole Poruba cvičit i ženy.
První sportovní oddíl vznikl v roce 1927. Byl to oddíl národní házené a na počátku 30. let 20. století jej následovaly oddíly odbíjené, stolního tenisu a ledního hokeje. Rozsáhlá výstavba sportovních zařízení na pozemcích v okolí sokolovny proběhla v 70. letech, kdy vzniklo asfaltové hřiště s osvětlením, antukové kurty a víceúčelová sportovní hala. Tím byly vytvořeny podmínky pro rozšíření sportovních oddílů. Po roce 1989 došlo k opětovnému začlenění TJ Sokol Poruba do České obce sokolské (zakázané od roku 1956), avšak již bez oddílu ledního hokeje, který se osamostatnil. V roce 2022 TJ Sokol Poruba sdružoval celkem 10 oddílů: badminton, box, florbal, futsal, házená, hokejbal, mažoretky, taneční sport, tenis a volejbal. Na vrcholové úrovni se pohybuje oddíl házené (Česko-slovenská interliga v házené žen) a oddíl hokejbalu (extraliga dorostu).

### Baseball a softball
Mezi nejúspěšnější a největší baseballové a softballové kluby v Česku patří Arrows Ostrava mající zázemí v Arrows parku na VIII. porubském stavebním obvodu (ul. Průběžná). Sportovní areál, vybudovaný v letech 1997–1998 (výstavba začala již v roce 1988, ale vlivem společenských změn zůstalo jen u pískového hřiště), má dvě profesionální baseballová a softballová hřiště s osvětlením a nabízí divákům 600 míst k sezení. Odehrávají se zde zápasy seniorských družstev v nejvyšších soutěžích ČR i významné mezinárodní akce (např. ME v softballu žen v roce 2019, ME v baseballu juniorů U18 v roce 2022).
Samostatný klub vznikl v roce 1996 odloučením od TJ VOKD Poruba, jedné z největších tělovýchovných jednot v Ostravě. Počátky historie oddílu však spadají až do roku 1971, kdy se začal hrát softball v turistickém oddíle. Od roku 1976 už oddíl pod názvem Permon Sokol Pustkovec hrával organizované oficiální soutěže v softballu (mužské i ženské družstvo). V roce 1981 bylo rozhodnuto vstoupit do Moravské baseballové ligy, a tím byla zahájena éra mužského baseballu a ženského softballu. V roce 1984 přešel celý oddíl se 150 členy (75 % mládež ve věku 8 až 18 let) do TJ VOKD Poruba. Od té doby mužský seniorský tým působí v nejvyšší české baseballové soutěži. Už jako samostatný klub Arrows tuto soutěž 3x vyhrál (2018, 2019 a 2021). Družstvo žen se účastní extraligy softballu – nejvyšší soutěže v softballu v ČR. Celkem má klub přes 600 členů.

### Americký fotbal
Od roku 2011 ve Sportovním areálu Poruba (dříve areál VOKD) hraje domácí zápasy tým Ostrava Steelers, který působí v nejvyšší české soutěži amerického fotbalu. V roce 2022 se stále jednalo o jediný mimopražský klub, který tuto soutěž vyhrál (r. 1997). Původně se zápasy v SAP odehrávaly na centrálním travnatém hřišti, od roku 2022 mají hráči k dispozici nové sportoviště s umělou trávou (koberec z monofilní příze doplněný o pískový a granulátový vsyp) vybudované na místě vedlejšího škvárového hřiště.

### Lední hokej
Do Poruby se hokej dostal v zimě 1931, kdy parta místních nadšenců začala hrávat na zamrzlých rybnících pod zámkem. Významnou osobností v počátku rozvoje porubského hokeje byl Jaroslav Blažej, syn majitele továrny na nábytek, který se zasloužil o zhotovení hrabadel na sníh, hokejek, branek a mantinelů. V lednu 1933 již byl bylo odehráno první hokejové utkání se sousedními Třebovicemi. Do okupace, která znamenala útlum sportovních aktivit, byla odehrána řada přátelských zápasů a turnajů s týmy blízkého okolí.
K založení řádného hokejového klubu a jeho registraci u hokejového svazu pod názvem SK Poruba došlo v listopadu 1946. V roce 1948 byl klub začleněn do TJ Sokol Poruba. Tým hrával se střídavými úspěchy v okresním a krajském (oblastním) přeboru. Jeden z největších úspěchů v historii klubu se stal v sezóně 1976/1977 v podobě postupu do 2. české národní hokejové ligy. Dokončení výstavby nekrytého zimního stadionu v Porubě v roce 1977 dalo impuls pro pozdější založení hokejových tříd na blízké základní škole Dětská a zapojení do soutěží všech věkových kategorií. V roce 1978 se TJ Sokol Poruba sloučil s TJ Hutní montáže Ostrava, jehož výbor společně s podporou podniku a městským obvodem Poruba usiloval o zastřešení zimního stadionu. K tomu došlo až v roce 1998, kdy již osamostatněný klub působil pod názvem Hokejový klub Poruba. V sezóně 2003/2004 se seniorský tým umístil na prvním místě 2. ligy, zvítězil v baráží a poprvé v historii postoupil do 1. české hokejové ligy, druhé nejvyšší soutěže v ČR, ve které působí pod názvem HC RT TORAX Poruba. V letech 1995–1998 byl součástí klubu i ženský oddíl.
K odchovancům porubského hokeje patří např. Martin Prusek, Rostislav Olesz či Roman Polák.

### Fotbal
Organizovaný fotbal se začal hrát po druhé světové válce, kdy byl založen SK Poruba (r. 1945). Klub se od samého počátku potýkal s nedostatkem financí a minimálním zájmem porubských obyvatel, přesto se ve druhé polovině šedesátých let podařilo mužskému týmu probojovat do třetí ligy. A o deset let později se už jako VOKD Poruba účastnil druhé nejvyšší soutěže, ve které působil až do roku 1987, kdy klub sestoupil a následkem úplatkářské aféry byl přeřazen až do divize. Po vystoupení z TJ VOKD Poruba v roce 2010 byl mužský tým vlivem vysoké finanční zátěže rozpuštěn, aby byl před začátkem sezóny 2011/2012 obnoven v podobě týmu Fotbal Poruba 2011, který vznikl sloučením s FK Opava 2004 hrajícím krajský přebor. Současně s ním existoval klub Fotbal Poruba s družstvy mládeže a mužským týmem v městské soutěži. Další reorganizace proběhla v roce 2012 a naposledy v roce 2020, kdy vznikl klub 1. FC Poruba bez mužského týmu.

### Ostatní sporty
V Porubě působí či působila řada dalších sportovních klubů, jako např.:
- Atletika Poruba o.s. – s 847 členy patří k největším klubům v Porubě (r. 2022)
- Boxing club Poruba o.s. – 21 mistrovských titulů za dobu existence (založen v r. 2008), 8 účastí na ME a 1 na MS, odchováno několik reprezentantů ČR[22]
- Florbalový klub FBC Tigers Poruba (165 členů, r. 2022)
- Futsalový klub AC Čepo Poruba (zanikl) – účastník 1. české futsalové ligy
- Šachový klub Slavoj Poruba
- VSK VŠB TU Ostrava – účastník nejvyšší futsalové soutěže v letech 2001/2002, 2006/2007, 2007/2008, 2008/2009, 2018/2019, vítěz českých akademických her 2003, 2009, 2018 a 2022
- Sportovně střelecký klub Poruba – střelnice Poruba-Skalka
- Tělovýchovná jednota VOKD Ostrava-Poruba, z.s. – lyžování, tenis, gymnastika, kuželky, šachy
- TJ Start Ostrava-Poruba, z.s. – tenis

### Pravidelné sportovní akce
Neúplný seznam každoročně v Porubě pořádaných akcí včetně těch, které zanikly nebo se již konají mimo území městského obvodu:
- Memoriál Jana Veselého – silniční cyklistika

- Technika RUN – charitativní běh VŠB-TUO

- Porubský čtvrtmaraton

- Porubajk – horská cyklistika

- Ostrava na kolečkách – inline bruslení

- Štěpánský běh

- World Inline Cup

- Ostravská věž / Ostravská stovka – požární sport

- Poruba open – nohejbal

## Správa obce
- 1850–1918 příslušnost Poruby k politickým a soudním okresům: V období 1850–1855 patřila obec k politickému okresu opavskému a soudnímu okresu klimkovickému. V letech 1855–1868 spadala Poruba do působnosti smíšeného okresního úřadu klimkovického. V r. 1868 došlo k obnovení stavu z r. 1850. Ke změně došlo 1. září 1896, kdy zahájilo svou činnost nové okresní hejtmanství v Bílovci, k němuž byly přičleněny soudní okresy Bílovec a Klimkovice (tedy i Poruba) z politického okresu opavského.

Vzhledem k dochování obecních a školních kronik jen od roku 1870 lze uvést následující výčet starostů obce. Historické dokumenty obce Poruby byly ve velké míře zničeny při požáru Obecního domu při bombardování na konci druhé světové války.
- 1615 jako porubský fojt zmiňován Matěj Sladký
- 1722 fojt Andris Besta
- 1734 fojt Jan Besta [23]
- 1870–1871 starosta František Malík, rolník
- 1874 starosta Josef Hurník, rolník
- 1880 starosta Antonín Žídek, panský pokladník
- 1886 starosta Ignác Bárta, rolník
- 1889 starosta Leopold Švidernoch, hostinský
- 1889–1907 starosta obce Antonín Besta, rolník
- 1907–1918, starosta Josef Tichý, rolník [8]
- Po obecních volbách v roce 1919 se správy obce Poruba ujalo 18členné zastupitelstvo a starostou se stal František Lazar.
- 1923 po obecních volbách vzniklo 24členné zastupitelstvo a starostou se stal Ludvík Dědoch (ČSSD).
- 1927, 1931 v obecních volbách znovuzvolen starosta Ludvík Dědoch.
- 1938 hned po obsazení Poruby německým vojskem přešla správa obce do německých rukou. Do čela obce byl postaven Josef Lorenz, který vykonával funkci starosty až do roku 1943. Po narukování starosty Josefa Lorenze k vojsku nastoupil na jeho místo český Němec Schuppler z Lanškrouna.
- 1950 proběhla reorganizace MNV a na místo odvolaného předsedy Josefa Gelnara nastoupil Mojmír Tesař.
- V období mezi rokem 1950 a 1989 byli v Porubě následující předsedové: František Turhanovský, Antonín Janta, Františka Novotná (první žena v čele Poruby, 1964–1970), Ing. Mojmír Strakoš
- 1976–1989 Ing. Jaromír Sasín
- 1. 7. 1989 – 14. 3. 1990 RSDr. Jaromír Hořínek

### Starostové po roce 1989
- 1990–1998 starosta městského obvodu Miloslav Bartoš (ODS)
- 1998–2002 starosta městského obvodu Petr Jedlička (ODS)
- 2002–2008 starosta městského obvodu Miroslav Novák (ČSSD) – vzdal se funkce kvůli jmenování náměstkem hejtmana
- 2008–2014 starosta městského obvodu Lumír Palyza (ČSSD)
- 2014–2018 starosta městského obvodu Petr Mihálik (ČSSD)
- 2018–2019 starosta městského obvodu Libor Folwarczny (ANO 2011) – vzdal se funkce z osobních důvodů
- od ledna 2019 starostka městského obvodu Lucie Baránková Vilamová (ANO 2011)

### Členové rady po prvních volbách po roce 1989
- Miloslav Bartoš (Občanské Fórum)
- Petr Jedlička, 1. zástupce starosty (Občanské fórum)
- Ing. Radim Berka, 2. zástupce starosty (Strana zelených)
- Ing. Pavel Papoušek, 3. zástupce starosty (Občanské fórum)
- Jiří Obrusník (KDU-ČSL)
- MUDr. Zora Koudelová (Občanské fórum)
- Ing. Rudolf Salzbrunn (Občanské fórum)
- Radek Hofírek (Strana zelených)
- Ing. Otakar Purkyně (Občanské fórum)
- RNDr. Jiří Žárský (KDU-ČSL)
- Bohumil Lehen (Občanské fórum)
- Ing. Rostislav Sochorec (KDU-ČSL)
- Ing. Vladimír Lasák (Občanské fórum)

### Ulice

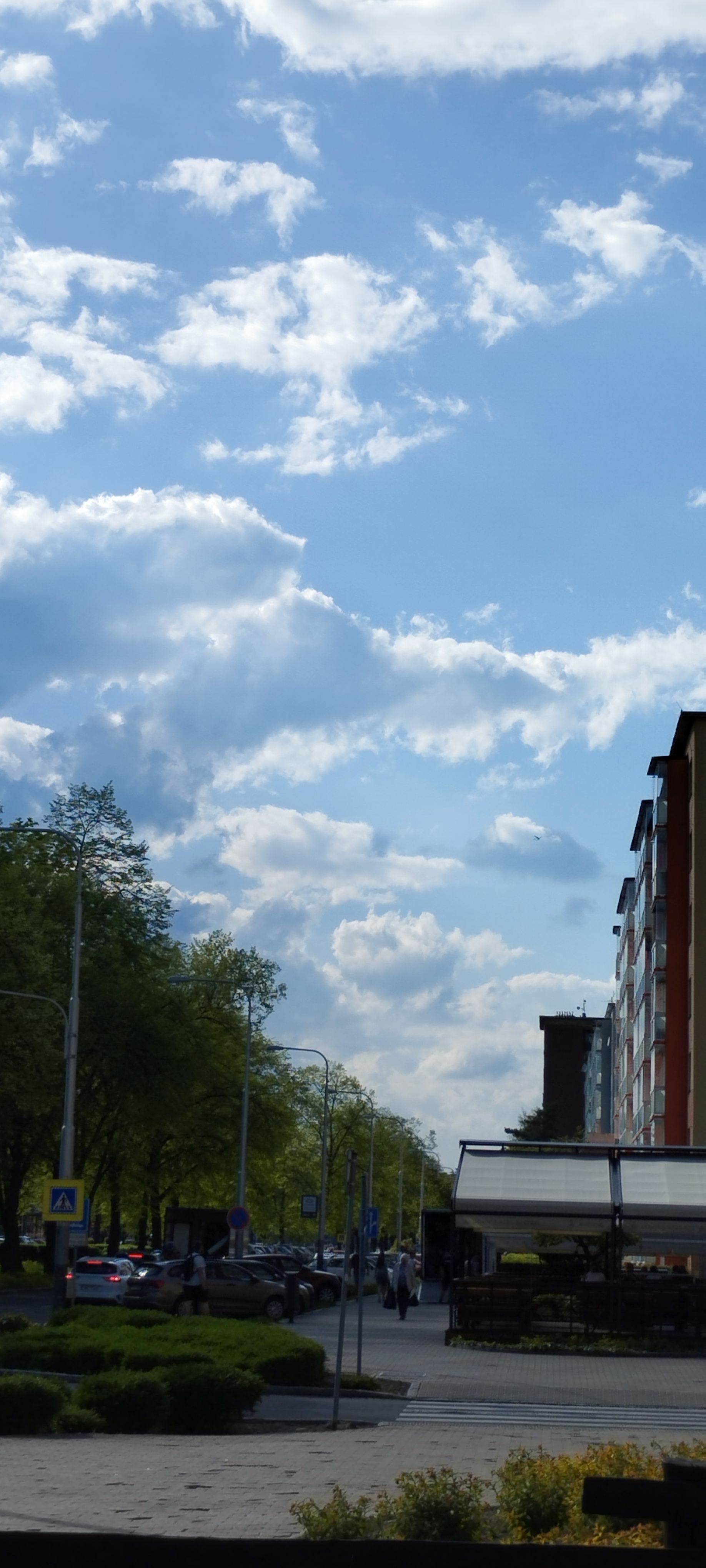
Hlavní třída

V městském obvodu Poruba je 132 (r. 2022) ulic a veřejných prostranství, které nejčastěji nesou pojmenování podle starých místních historicky doložených názvů (Poruba-ves), nežijících osobností veřejného života (stavební obvod I, II, III, VII, VIII) či zeměpisných názvů států (V) a měst (IV). Téměř tři desítky ulic již nemají své původní názvy, jelikož byly v minulosti přejmenovány, buď z důvodu duplicity vzniklé připojením Poruby k Ostravě (vlna přejmenování proběhla až v roce 1963), nebo vlivem společenských změn (po roce 1989).
Návrh na pojmenování prvních ulic nového porubského sídliště byl podán v prosinci 1954, avšak nebyl schválen s ohledem na skutečnost, že zamýšlené názvy po státnících nebylo možno dosud nevybudovaným ulicím přiřazovat. Oficiálně byly názvy ulicím přiděleny až v květnu 1955. Jednalo se např. o ulice Budovatelská, Švermova, Urxova, Komenského či nábřeží Svazu protifašistických bojovníků.
| Původní název | Rok pojmenování | Současný název (r. 2022)  | Rok přejmenování |
| --- | --------------- | ------------------------- | ---------------- |
| Masarykova | 1918            | Nad Porubkou              | 1967             |
| 28. října | 1932            | Martinovská               | 1963             |
| sad Víta Nejedlého1                                                                                               | 1948            | Zámecký park              | 2012             |
| Bedřicha Smetany                                                                                                  | 1955            | Alšova                    | 1963             |
| Hornická | 1955            | Dělnická                  | 1963             |
| náměstí Aloise Jiráska                                                                                            | 1955            | náměstí Vítězslava Nováka | 1963             |
| Vítězného února                                                                                                   | 1955            | 17. listopadu             | 1990             |
| Švermova2 | 1955            | Matěje Kopeckého          | 1990             |
| Sportovní3 | 1955            | Skautská                  | 1990             |
| Thälmannova | 1955            | Čs. exilu                 | 1992             |
| náměstí 9. května                                                                                                 | 1955            | U Oblouku                 | 1992             |
| Dvořákova | 1956            | Bohuslava Martinů         | 1963             |
| Palackého | 1956            | Havanská                  | 1963             |
| Garážní | 1956            | Jindřicha Plachty         | 1963             |
| Zahradní | 1956            | V Zahradách               | 1963             |
| Leninova třída | 1956            | Hlavní třída              | 1990             |
| Pustkovecká | 1959            | Klimkovická               | 1963             |
| Ladova | 1959            | Ľudovíta Štúra            | 1963             |
| U Zastávky | 1959            | Ke Skalce                 | 1967             |
| Na Rybníkách | 1959            | Rekreační                 | 1967             |
| Vesnická | 1959            | Záhumenní                 | 1967             |
| Zápotockého | 1959            | Francouzská               | 1990             |
| Gottwaldova třída                                                                                                 | 1963            | Opavská                   | 1990             |
| Fučíkova | 1967            | Porubská                  | 1990             |
| Jana Vodičky | 1967            | Svojsíkova                | 1991             |
| Emanuela Famíry                                                                                                   | 1970            | Podroužkova               | 1991             |
| Štefana Majora | 1978            | Pavlouskova               | 1991             |
| 1 Pojmenování zrušeno v r. 1961 patrně pro nepotřebnost; 2 Od r. 1963 Václava Kopeckého; 3 Od r. 1963 Komsomolská |                 |                           |                  |

| Původní název | Rok pojmenování | Důvod zániku                             | Rok zániku |
| ------------- | --------------- | ---------------------------------------- | ---------- |
| U Náhonu      | 1959            | sloučena do ulice Záhumenní              | 1962       |
| K Myslivně    | 1959            | sloučena do ulic V Zahradách a Rekreační | 1967       |
| Konečná       | 1963            | sloučena do ulice Slavíkova              | 1972       |
| Pustkovecká   | 1963            | sloučena do třídy Vítězného února        | 1970       |

## Doprava

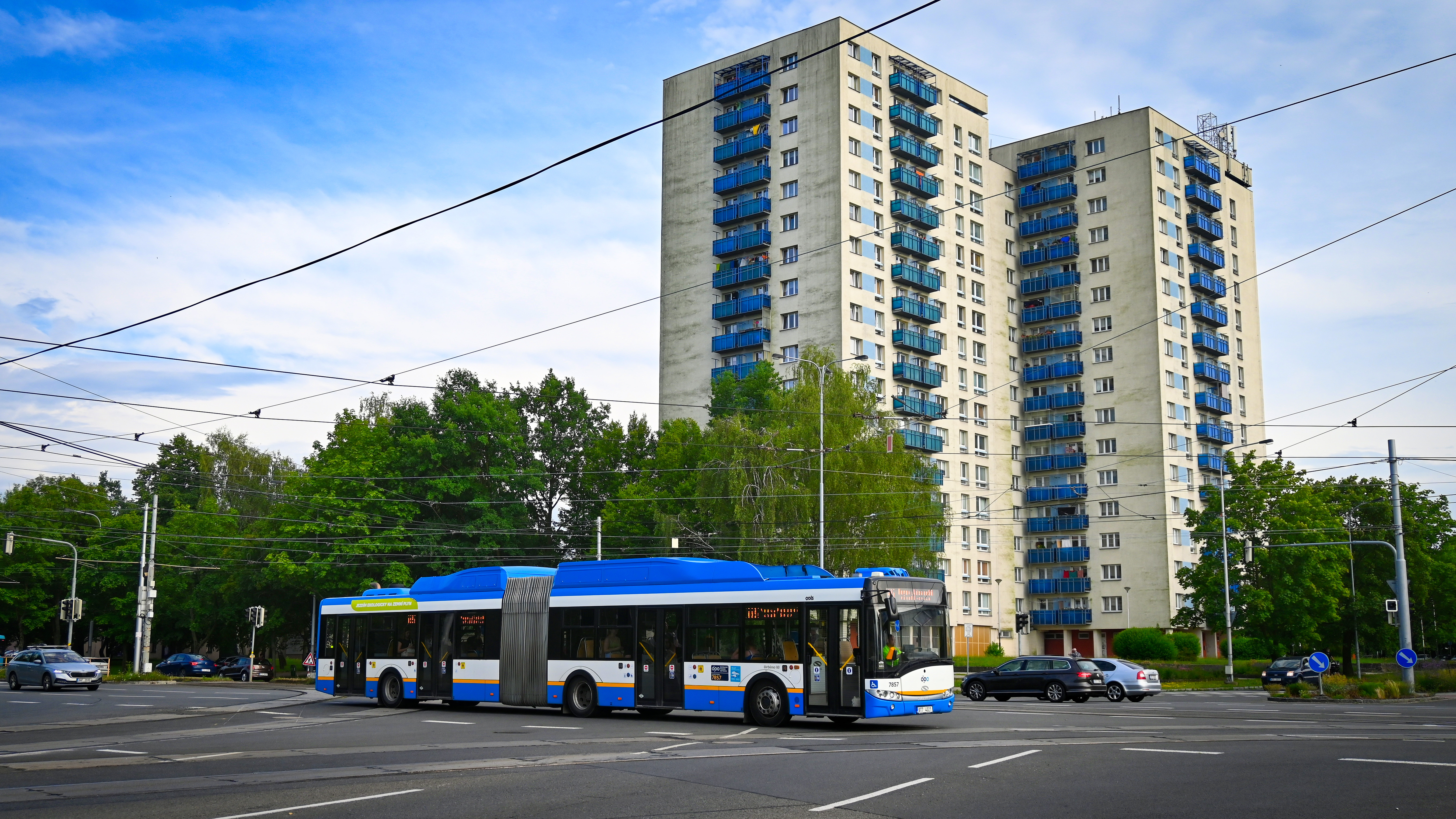
Frekventovaná křižovatka Opavská x Martinovská

Dopravu v městském obvodu Poruba nejvíce ovlivňuje infrastrukturní spojení mezi Ostravou a Opavou. Do konce roku 2019 silnice první třídy I/11 vedla přímo městskou zástavbou kolem fakultní nemocnice a VŠB-TUO na straně jedné a obytných domů na straně druhé, což znamenalo využívání kapacity komunikace v tomto úseku až z 90 % a častý vznik kolon vozidel. Zprovozněním obchvatu Poruby (tzv. Prodloužená Rudná) došlo ke snížení intenzity dopravy (především tranzitní) a zklidnění situace na ulici 17. listopadu. 
Pro dopravní obsluhu celého města Ostravy má zásadní význam silnice II/479, která prochází ve směru východ – západ centrálním územím města. V Porubě je tato komunikace vedena ulicí Opavskou, která je významná i z hlediska městské hromadné dopravy, jelikož tudy prochází jediné tramvajové spojení s ostravskými obvody za Odrou. 
Důležitými pozemními komunikacemi jsou také silnice II/469 (směr Hlučín), II/647 (směr Klimkovice), III/4692 (směr Vřesina) a III/46620 (podél hranice s Třebovicemi do Martinova).
Mimo uvedené silnice se na území městského obvodu nachází rozsáhlá síť místních komunikací s celkovou délkou 78 km (r. 2020).
Ulice 17. listopadu a Opavská jsou nejproblémovějšími úseky dopravního systému v městském obvodě Poruba. Vysoká intenzita dopravy na obou komunikacích s sebou přináší negativní dopady na životní prostředí (koncentrace znečišťujících látek, hluk). Jednou z příčin tohoto stavu je denní dojížďka za prací mimo obvod, ve kterém se nenachází velké průmyslové podniky.
| Komunikace | Úsek (místo)                                              | 2010   | 2016   | 2020   |
| ---------- | --------------------------------------------------------- | ------ | ------ | ------ |
| I/11 H     | ul. Opavská (hranice obvodu ve směru na Opavu)            | 17 105 | 18 680 | 11 514 |
| I/11 H     | ul. 17. listopadu (zastávka Rektorát VŠB)                 | 16 444 | 17 565 | 13 812 |
| I/11       | Prodloužená Rudná (hranice obvodu ve směru na Opavu)      | -      | -      | 18 812 |
| I/11       | ul. Rudná (sjezd na ul. Nad Porubkou)                     | 20 447 | 22 232 | 35 288 |
| II/469     | ul. 17. listopadu (hranice obvodu ve směru na Hlučín)     | 6 207  | 5 434  | 6 167  |
| II/479     | ul. Opavská (zastávka Rektorát VŠB, směr centrum)         | 13 760 | 15 124 | 13 960 |
| II/479     | ul. Opavská (zastávka u hypermarketu Tesco)               | 33 347 | 45 354 | 30 773 |
| II/647     | ul. 17. listopadu (hranice obvodu ve směru na Klimkovice) | 8 087  | 10 234 | 11 061 |
| III/4692   | ul. Vřesinská (Sokolovna)                                 | 7 803  | 7 437  | 6 535  |
| III/46620  | ul. Martinovská (zastávka Sokolovská)                     | 5 699  | 15 445 | 12 577 |

Na území obvodu vytvářejí některé vysoce frekventované komunikace svým charakterem omezující bariéry, které narušují plynulou funkci propojení území pro všechny formy dopravy. Zvláště silnice na ulici 17. listopadu a Opavská jsou velmi těžce propustné a záměrem města je tyto kapacitní komunikace přetvořit na městské komunikace se spíše společenskými funkcemi.
Významné zmírnění dopravní zátěže zejména na Opavské a Rudné ulici se očekává po dostavbě tzv. severního spoje, který umožní další propojení s centrem města a přímé napojení městského obvodu na dálnici D1.

### Osobní hromadná doprava

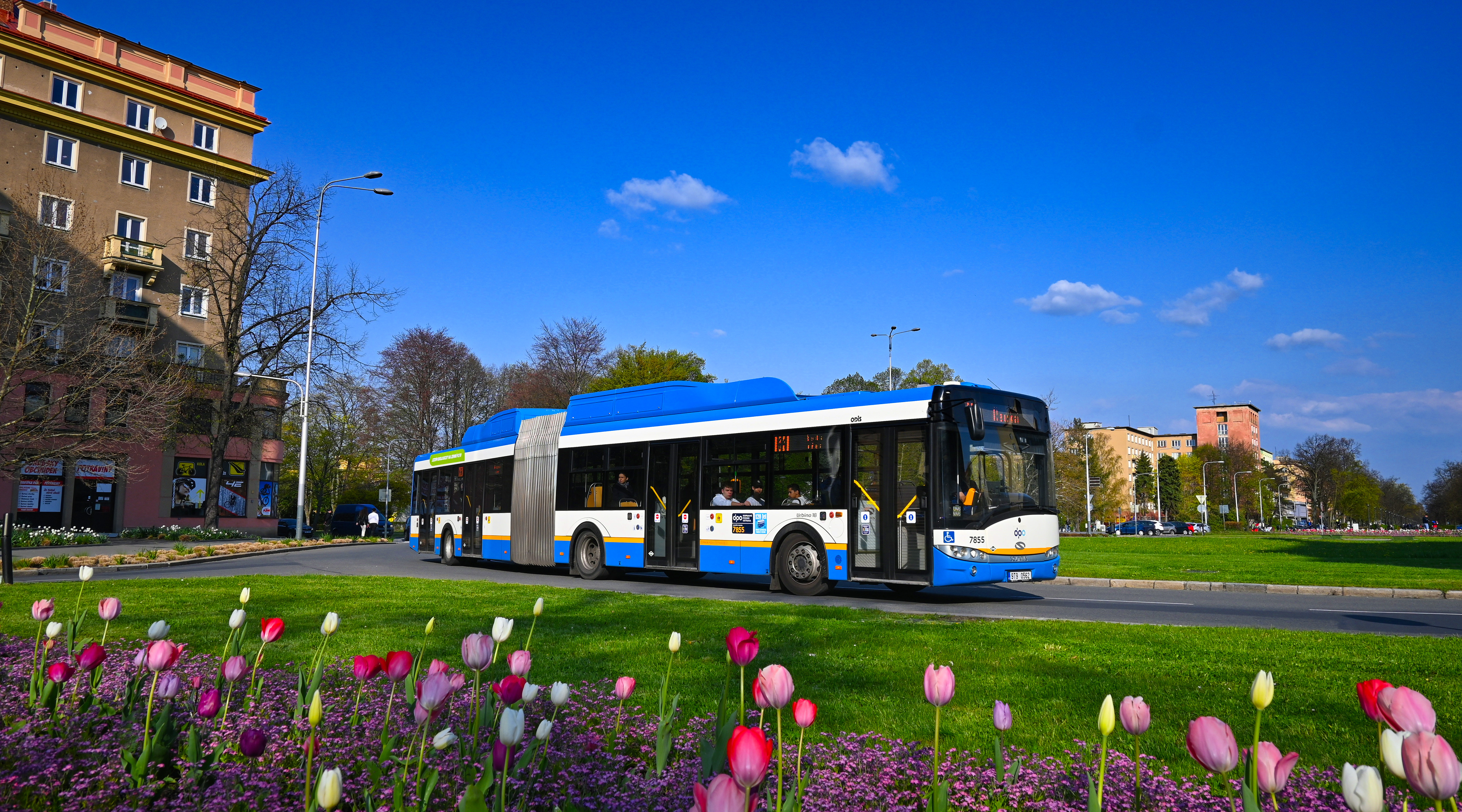
Kloubový nízkopodlažní autobus Solaris Urbino 18 CNG na Hlavní třídě

Městská hromadná doprava (MHD) v Porubě je součástí Integrovaného dopravního systému Moravskoslezského kraje (ODIS), který v Ostravě a okolí garantuje koordinovanou přepravní nabídku více dopravců a zajišťuje dopravní obslužnost území. Systém MHD v Porubě provozuje společnost Dopravní podnik Ostrava a.s. a je tvořen autobusovými a tramvajovými linkami, pokrývajícími celé území městského obvodu. Tramvajová doprava má význam zejména z hlediska spojení s centrem Ostravy a okolními obcemi (Vřesina, Dolní Lhota, Zátiší, Ostrava-Martinov). Trolejbusové linky se zde nevyskytují. V Porubě není definováno místo, které by bylo více než 10 minut vzdáleno od zastávky MHD.

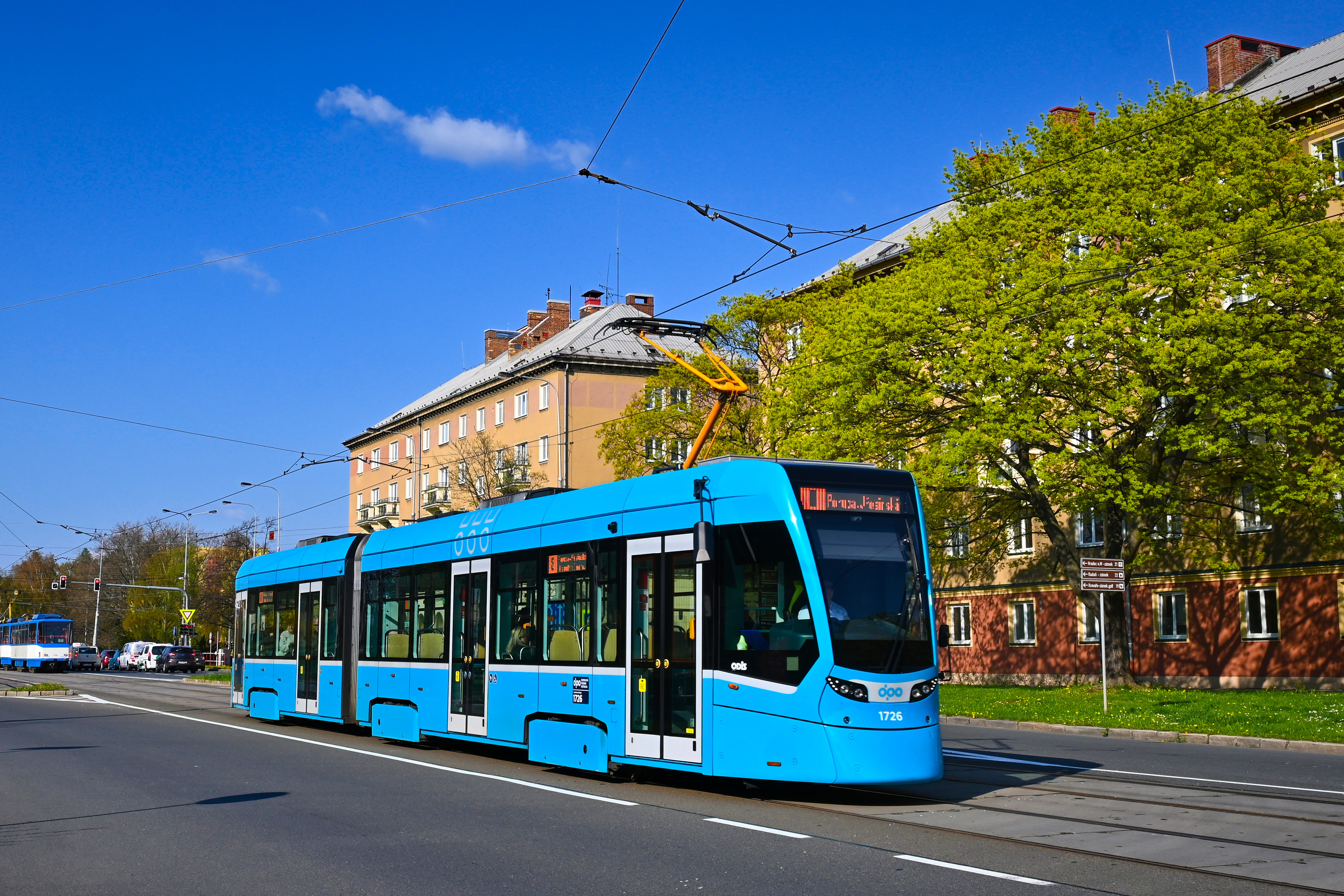
Nízkopodlažní tramvaj Stadler Tango NF2 na ul. 17. listopadu

Tramvajové doprava byla do Poruby zavedena v roce 1960, kdy byla zprovozněna i místní průjezdná vozovna. V roce 2020 došlo k rekonstrukci páteřní trati do centra města v 2km úseku Svinovské mosty – Nová ves vodárna, která umožnila zvýšení cestovní rychlosti na 80 km/h (první v ČR). Další výrazná modernizace se uskutečnila v roce 2022 na tramvajové trati na Opavské ulici, kde změnou prošla konstrukce z klasického kolejového roštu na moderní systém pevné jízdní dráhy. Rekonstrukce, jejíž součástí bylo i zatravnění trati, přispěla ke zkvalitnění veřejného prostoru, snížení hluku a vibrací z provozu tramvají.
Součástí širší strategie rozvoje ostravské veřejné dopravy je projekt rozšíření tramvajové dopravy s cílem ekologizace veřejné dopravy a vytvoření přímého propojení VII. a VIII. stavebního obvodu s centrem města. Celkové náklady na vybudování nového 3 km dlouhého úseku vedoucího po Průběžné ulici k hypermarketu Globus byly odhadovány na 2,5 mld. Kč. Přípravy projektu provází nesouhlasné postoje obyvatel i zastupitelů městského obvodu Pustkovec, přes jehož území by trať měla procházet. Studie EIA o vlivu stavby na životní prostředí byla již dvakrát vrácena k přepracování, a to z důvodu vypořádání připomínek veřejnosti a dotčených orgánů.
Na území městského obvodu nejsou vybudovány přestupní terminály i přesto, že počet cestujících je poměrně vysoký. Například z průzkumu hromadné dopravy v Ostravě (r. 2014) vyplývá, že zastávka Poruba vozovna se umístila jako třetí v pořadí, a to s počtem téměř 8 000 nastupujících a vystupujících cestujících. Chybí také nabídka systému P+R parkovišť, které by umožnily kombinaci různých forem dopravy a dokázaly omezit využívání individuální automobilové dopravy.
S využitím prostředků MHD je velice dobře dostupné nádraží Ostrava-Svinov ležící na železniční trati Přerov–Bohumín, která je součástí druhého a třetího tranzitního koridoru. Ve stanici zastavují vlaky všech kategorií Českých drah a také soukromých dopravců RegioJet a LEO Express. Z hlediska přepravní kapacity osob je svinovské nádraží nejvytíženější železniční stanicí v Ostravě a nejvýznamnějším přestupním uzlem.
Železniční i autobusová doprava poskytuje také spojení s mezinárodním Letištěm Leoše Janáčka vzdáleným cca 15 km od Poruby.
|                                                     | Ostrava-Svinov | Ostrava hl. nádraží |
| --------------------------------------------------- | -------------- | ------------------- |
| Průměrný počet prodaných jízdních dokladů ČD za den | 1 992          | 2 173               |
| Průměrný obrat cestujících ČD za den                | 12 968         | 6 993               |
| Roční tržby ČD za prodané jízdenky [tis. Kč]        | 77 126         | 71 204              |

### Individuální doprava
Vzhledem ke specifické urbanistické struktuře Ostravy a intenzitě dojížďky za prací je individuální automobilová doprava a z ní vyplývající pocit nedostatku parkovacích míst jedním z hlavních důvodů nespokojenosti řidičů, ale i chodců a cyklistů. Každý den z Poruby vyjede do zaměstnání více než 16 tisíc obyvatel a 4 tisíce studentů (data z roku 2014).
Z výsledků křižovatkového dopravního průzkumu automobilové dopravy provedeného v roce 2014 (tj. před zprovozněním Prodloužené Rudné) vyplývá, že nejzatíženější průsečnou křižovatkou v celé Ostravě byla křižovatka Opavská x Martinovská s intenzitou 50 000 vozidel za den. Jako druhá nejvytíženější porubská křižovatka byla identifikována křižovatka 17. listopadu x Opavská s 40 000 vozidly za den. Z vyhodnocení skladby dopravního proudu pak vyplynulo, že podíl osobní automobilové dopravy na všech křižovatkách zahrnutých do průzkumu (tj. nejen porubských) dosahoval v průměru 85 %.
Jako jeden ze základních problémů statické dopravy v Porubě je vnímán nedostatečný počet parkovacích míst, jejichž deficit v rámci obvodu je odhadován na 2 500 při celkovém počtu 14 000 legálních parkovacích míst. Požadavky na parkovací místa vyplývají ze skutečnosti, že v roce 2019 na 1000 obyvatel Poruby připadalo 460 motorových vozidel (z toho 360 osobních automobilů). Nedostatek parkovacích míst nejvíce trápí obyvatele I. stavebního obvodu.  Ke zlepšení situace ve prospěch osobních automobilů mírně přispělo vyhlášení zákazu parkování dodávek s celkovou hmotností nad 2,5 tun mimo vyhrazená odstavná parkoviště v březnu 2020, avšak primární příčinou tohoto opatření bylo zlepšení bezpečnosti provozu a dodržování šířky jízdních pruhů.
Novelou zákona o pozemních komunikacích získaly obce nástroj, jak řešit parkovací místa blokovaná autovraky. Poruba byla jednou z prvních samospráv, která zavedla aukce na technicky nezpůsobilá vozidla odstraněná z místních komunikací.
Od září 2020 městský obvod Poruba poskytuje službu Senior Expres Poruba, která svým občanům starším 74 let nabízí rozvoz k lékaři, do zdravotnických zařízení, domovů pro seniory nebo úřadů v rámci území Ostravy.

### Cyklodoprava
Poruba disponuje přibližně šestnáctikilometrovou sítí cyklotras, s jejichž budováním se v městském obvodu začalo na sklonku 90. let 20. století. V roce 2022 obvod protínalo osm cyklostezek, přičemž k nejvyužívanějším patří ta na Hlavní třídě. Oblíbené jsou také trasy po Průběžné a Martinovské ulici, které spojují Porubu se sousedícími ostravskými obvody. Podél jednotlivých stezek jsou umístěny stojany pro uzamčení kol a mapy městského obvodu s vyznačením všech stávajících tras.
Na jaře 2011 byla vybudována chybějící část cyklostezky na Opavské ulici v úseku od hypermarketu Albert (tehdy Interspar) po hypermarket Tesco. Přibližně sto deset metrů této trasy je součástí Jantarové stezky, cyklostezky nadnárodního charakteru, která kopíruje historickou obchodní trasu spojující sever Evropy s jihem.
Slabou stránkou místní sítě cyklostezek je absence kvalitního a bezpečného spojení s centrem a obvodem Ostrava-Jih, kde problematickým úsekem je zejména úsek Svinovských mostů. Nedostatečné je rovněž propojení s Vřesinou a Klimkovicemi.
Po pilotním ověření bikesharingu v centru Ostravy se systém sdílení jízdních kol v roce 2019 rozšířil i do Poruby. Nejfrekventovanější trasou v obvodu je Hlavní třída a ulice Opavská. Z 10 nejvíce využívaných stanovišť v celé Ostravě v roce 2021 se jich 5 nacházelo v Porubě, přičemž stanoviště u zastávky Telekomunikační škola (ul. Opavská) bylo vůbec druhé nejvytíženější za stanovištěm Forum Nová Karolína. V Porubě je k dispozici více než 300 kol, kterými je obsluhováno přes 60 stanovišť (r. 2022). Služba je provozována společností Nextbike za finanční podpory města, díky čemuž je zápůjčka kola do 15 minut pro uživatele zdarma. V roce 2021 se cyklostojany na stanovištích začaly využívat také k odstavováni sdílených elektro koloběžek. Na poskytování této služby se město finančně nepodílí a zapůjčeni koloběžky je zpoplatněno.

## Památky

### Kostel sv. Mikuláše
Jednou z nejstarších dochovaných památek Poruby je kostel svatého Mikuláše, který údajně už od 15. století poskytoval duchovní služby nejen obyvatelům obce Poruba, ale i okolním obcím Vřesina, Svinov (do r. 1929) a Třebovice (do r. 1906). Obraz Sv. Mikuláše s berlou, patrona zdejšího kostela, měla kdysi ve znaku i obec Poruba.
Dnešní podobu kostel získal po stavebních úpravách v letech 1788–1793. Věž byla vystavěna v roce 1808.

### Porubský zámek
Okolo roku 1573 byl v renesančním slohu vystavěn porubský zámek. Sloužil jako sídlo rodu Markvartoviců. V roce 1993 byl už téměř zničený zámek opraven jeho novým majitelem p. Statisem Prusalisem.

### Sorela
První porubský stavební obvod byl postaven v 50. letech 20. století ve stylu socialistického realismu, tzv. Sorela. Řada architektonických prvků byla eklektická s historizujícími reminiscencemi.Typické stavby jsou budovy na Hlavní třídě, dále Oblouk a Věžičky. Od konce 50. let se stavělo v umírněnějším stylu. Od 60. let se začalo s panelovou výstavbou, která se zásadně neliší od sídlišť budovaných v té době jinde.

### Zaniklé stavby
- Větrný mlýn, kulturní památka

## Přírodní památky
- Jasan u Bártova statku

## Geomorfologie
Poruba je součástí tzv. Porubské plošiny. Porubská plošina tvoří okrsek v západní části Ostravských rovin. Jedná se o plochou pahorkatinu tvořenou fluvioglaciálním souvrstvím štěrků a písků, které jsou překryty vrstvou sprašových hlín, spočívajících na skalních horninách moravskoslezského karbonu. Povrch je ale značně změněn zástavbou a další antropogenní činností. Oblast Porubské plošiny je málo zalesněná. Převažují smrkové porosty, ve kterých jsou místy vtroušené duby. 

## Vodní toky
Největšími vodními toky v Porubě jsou Porubka a Plesenský potok.

## Galerie

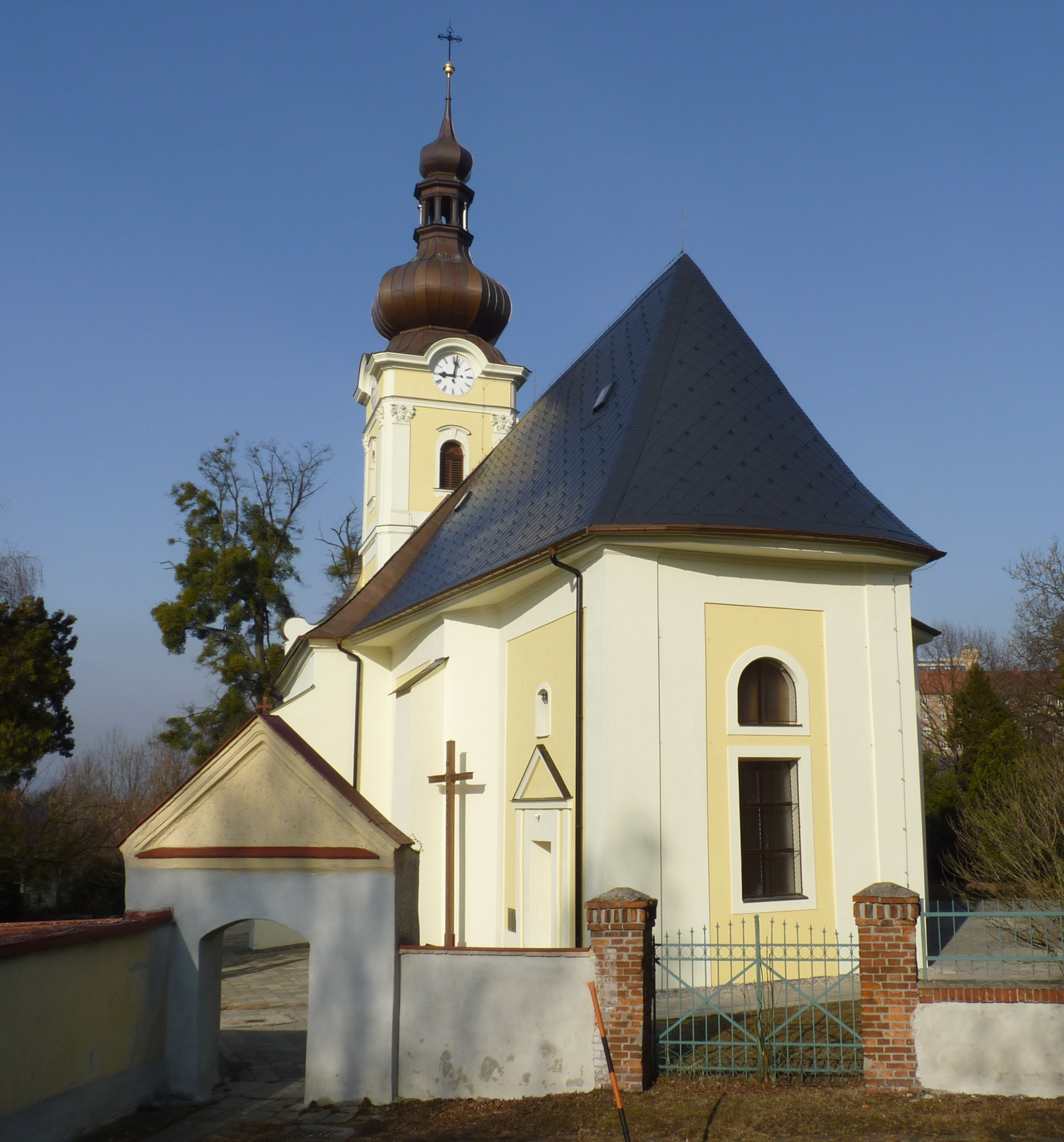
Kostel sv. Mikuláše
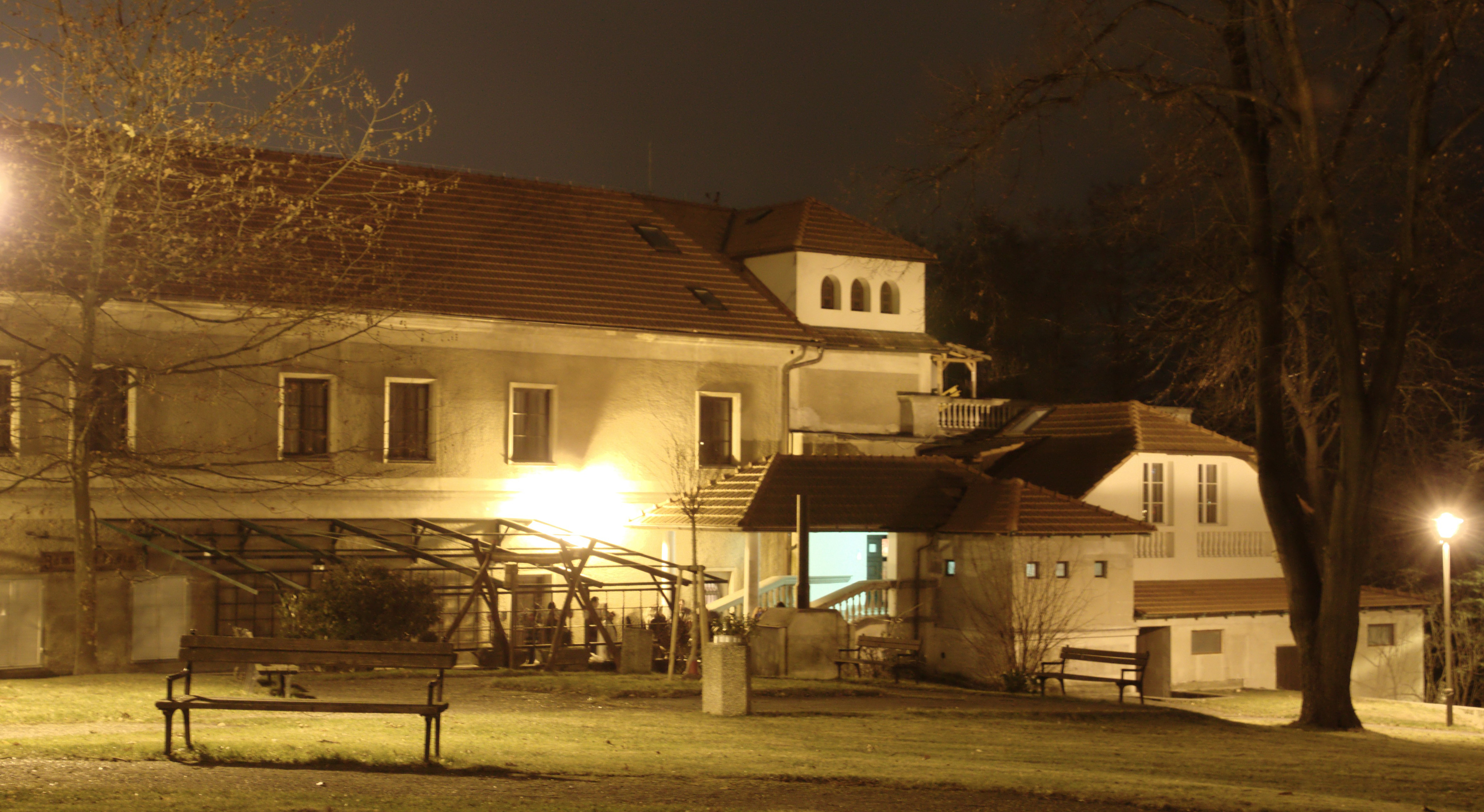
Porubský zámek
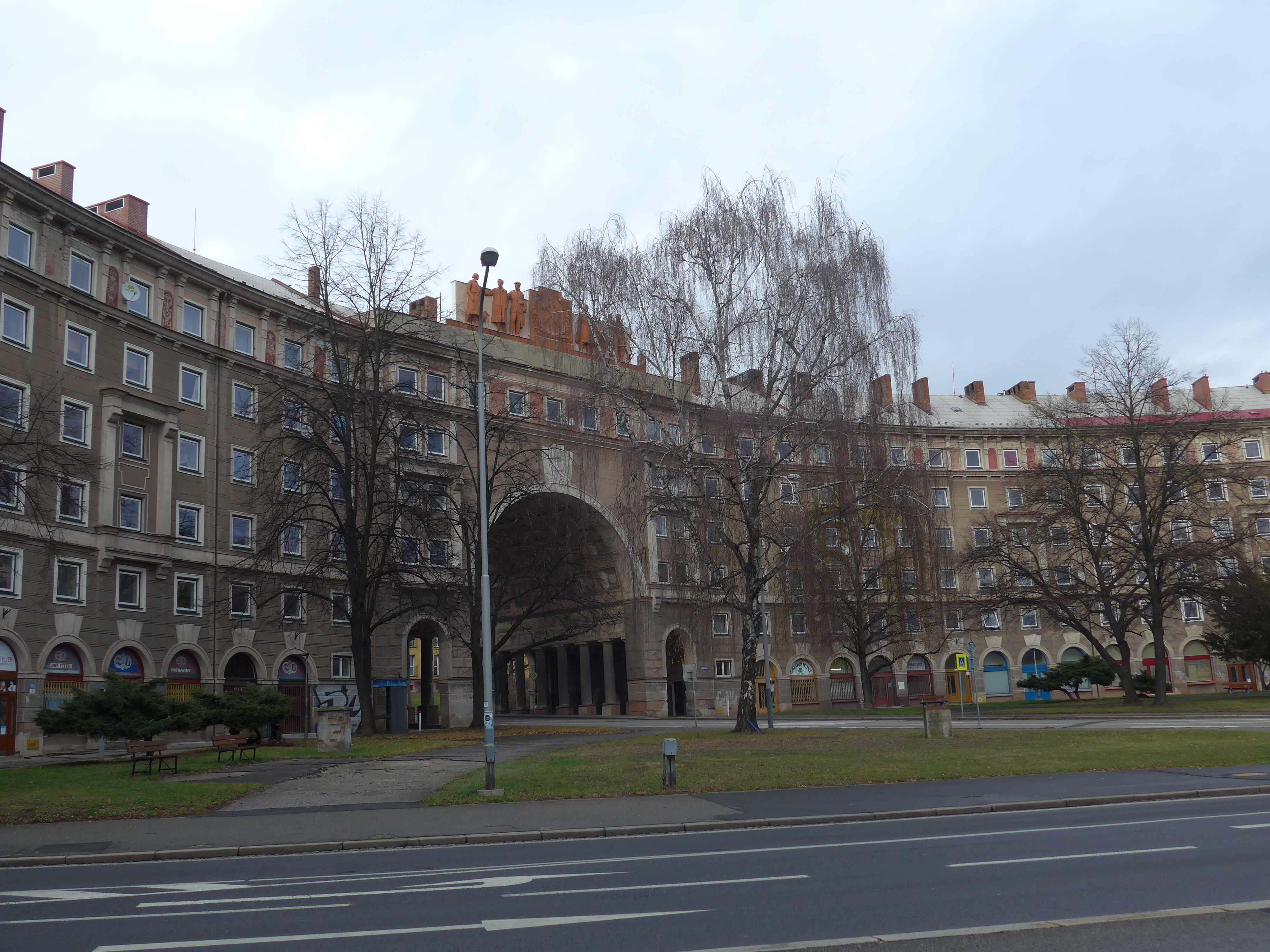
Oblouk, střední část
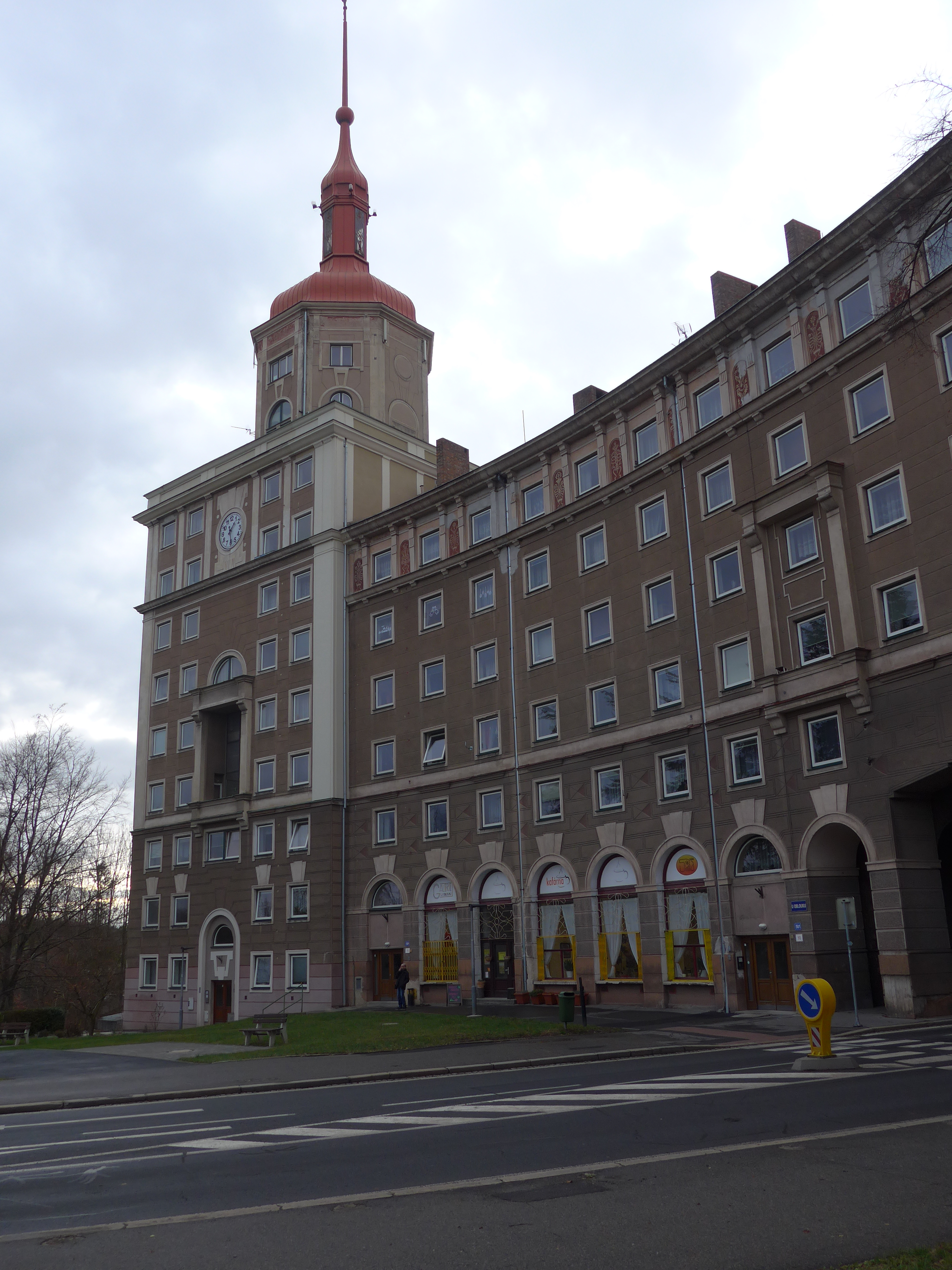
Oblouk, věžovité zakončení
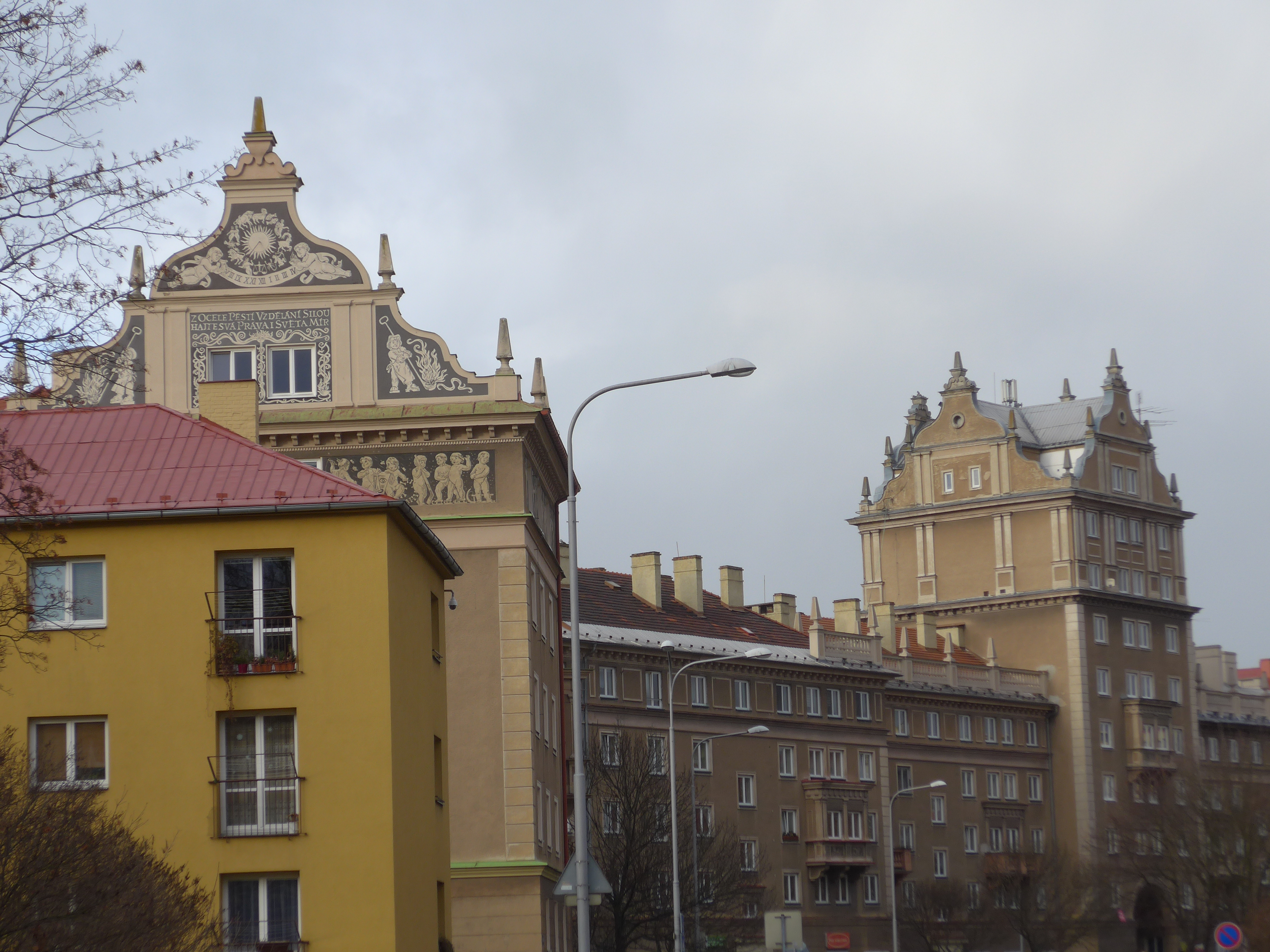
Věžičky
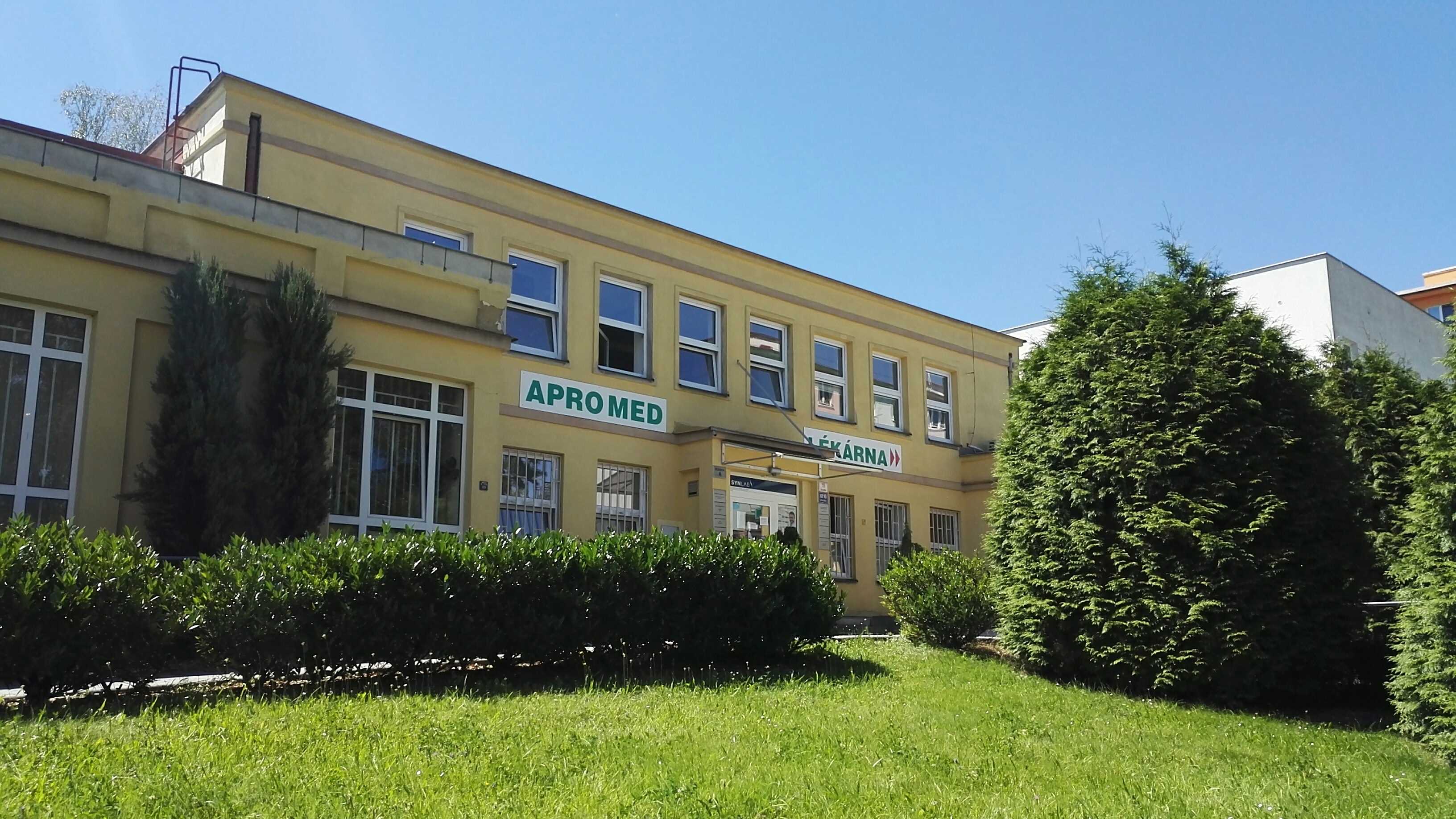
Poliklinika

## Zajímavosti
- V Porubě se nachází ulice s nejdelším název v Česku – nábřeží Svazu protifašistických bojovníků, jehož název je tvořen 40 znaky.
- Poruba má největší letní koupaliště s uměle vybudovanou nádrží nejen v České republice, ale i ve střední Evropě, které představuje celkovou vodní plochu 41 200 m2 s obřími 55metrovými skluzavkami a toboganem a 70 000 m2 zelených ploch. Koupaliště má délku 380 m a šířku 220 m.
- V Porubě na Vřesinské ulici najdeme druhý největší bludný balvan v ČR (největší se nachází v Ostravě-Kunčicích). Může se pyšnit absolutně nejdelší osou v České republice. Další bludné balvany v Ostravě jsou například Pustkovecký bludný balvan a Rovninské bludné balvany.
- V Porubě je univerzitní kampus Vysoké školy báňské – Technické univerzity, nejrozsáhlejší v Ostravě.
- V Porubě ve fakultní nemocnici se nachází největší krevní centrum v České republice.
- V Porubě (Ostrava-Poruba – Kyjovice-Budišovice) je jediná normálně rozchodná tramvajová jednokolejka v ČR.
- V Porubě se roku 1960 otevřela vozovna tramvají.

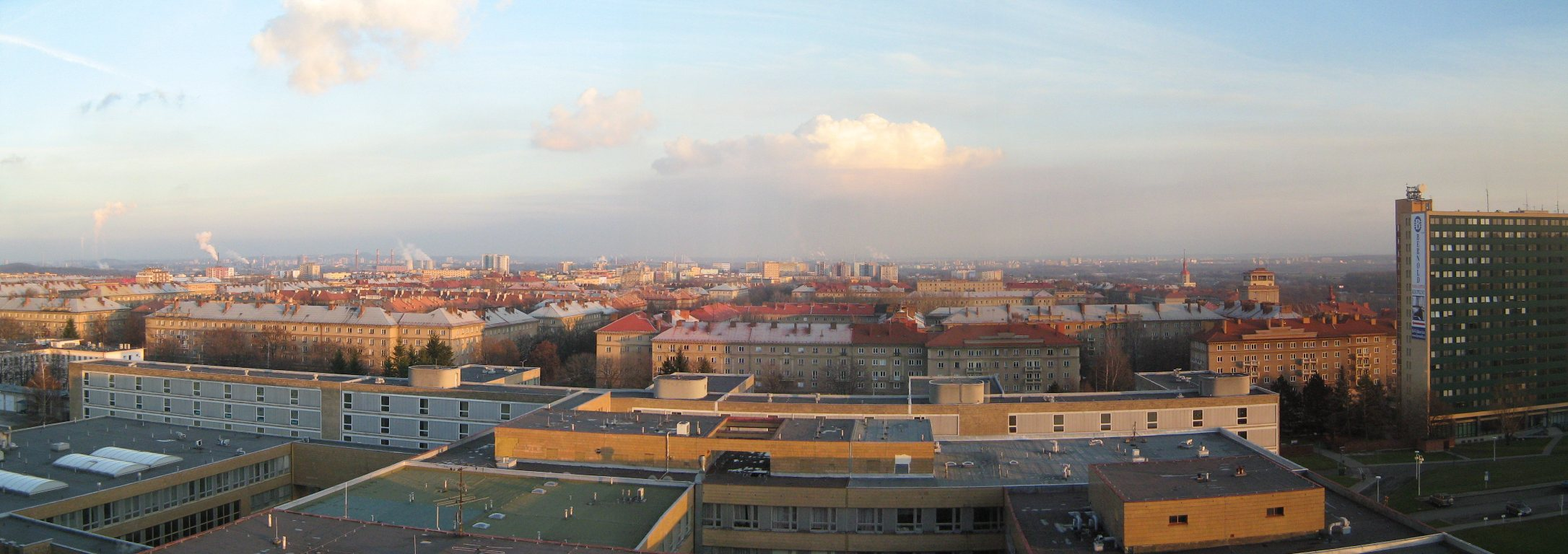
Panorama Poruby z Fakultní nemocnice, pohled směrem na centrum Ostravy

## V kultuře
V letech 1976 — 1983 se v Porubě konal hudební festival Folkový kolotoč.
V čtvrti Poruba vyrůstal český zpěvák Jaromír Nohavica, ten v roce 2017 vydal stejnojmenné album. Ve třinácti písních Nohavica zpívá například o životě v této čtvrti a svých příbězích.
V roce 2007 se v Porubě (u kruhového objezdu na Hlavní třídě) natáčela scéna pro americký akční sci-fi film Babylon A.D.(2008) s Vinem Dieselem, Michelle Yeoh v hlavních rolích.